# Хашкоз
Хашкоз (дари خش کوز) — кишлак на северо-востоке Афганистана, в вилаяте (провинции) Бадахшан. Входит в состав района Вахан.

## Географическое положение
Хашкоз расположен на северо-востоке Бадахшана, в высокогорной местности, на правом берегу реки Вахандарьи, на расстоянии приблизительно 297 километров к востоку от города Файзабада, административного центра вилаята. Абсолютная высота — 3964 метра над уровнем моря. Ближайшие населённые пункты — кишлак Тикили (выше по течению Вахандарьи), кишлак Кумитык (ниже по течению Вахандарьи).

## Население
В национальном составе населения преобладают киргизы.